# Machimus johnsoni
Machimus johnsoni är en tvåvingeart som först beskrevs av James Stewart Hine 1909.  Machimus johnsoni ingår i släktet Machimus och familjen rovflugor. Inga underarter finns listade i Catalogue of Life.